# Aan tafel
Aan tafel is een zomerpraatprogramma op de late avond van productiehuis deMENSEN dat van 2001 tot 2004 werd uitgezonden op TV1, het eerste net van de Vlaamse openbare omroep.
Oorspronkelijk werd het programma gepresenteerd door Jan Verheyen. Ook in het najaar van 2001 was het programma te zien op TV1 met Terry Verbiest als presentator. In het derde seizoen nam Carl Huybrechts de presentatie over, maar hij werd in de loop van het seizoen vervangen door Ben Crabbé, die ook het vierde seizoen presenteerde. 
Het programma werd vier keer per week uitgezonden, van maandag tot donderdag. In elke aflevering besprak de presentator samen met zijn tafelgasten de voorbije dag aan de hand van videofragmenten, archiefbeelden, reportages en studiogesprekken. De reportages werden verzorgd door onder anderen Frank Raes, Ann Ceurvels en Kamagurka. In het tweede en derde seizoen had een jonge Jeroen Meus een wekelijkse kookrubriek. Vanaf het derde seizoen werd het programma wegens budgettaire beperkingen volledig in de studio opgenomen en stond Axl Peleman in voor de muzikale omkadering.

## Afleveringen
- Seizoen 1: 18 juni 2001 - 8 november 2001
- Seizoen 2: 4 juni 2002 - 29 augustus 2002
- Seizoen 3: 2 juni 2003 - 28 augustus 2003
- Seizoen 4: 14 juni 2004 - 26 augustus 2004

## Presentatie
- Terry Verbiest (2001)
- Jan Verheyen (2001-2002)
- Carl Huybrechts (2003)
- Ben Crabbé (2003-2004)